# Fledermauswochenstuben Altenberga und Zwabitz
Fledermauswochenstuben Altenberga und Zwabitz este o arie protejată (arie specială de conservare — SAC, sit de importanță comunitară — SCI) din Germania întinsă pe o suprafață de 0,01 ha, integral pe uscat.

## Localizare
Centrul sitului Fledermauswochenstuben Altenberga und Zwabitz este situat la coordonatele 50°49′51″N 11°32′28″E / 50.8308°N 11.5411°E.

## Înființare
Situl Fledermauswochenstuben Altenberga und Zwabitz a fost declarat sit de importanță comunitară în iunie 2004 pentru a proteja 2 specii de animale. Situl a fost protejat și ca arie specială de conservare în iulie 2008.

## Biodiversitate
Situată în ecoregiunea continentală, aria protejată nu include niciun habitat protejat.
La baza desemnării sitului se află mai multe specii protejate de  mamifere (2): liliac cârn (Barbastella barbastellus), liliacul mic cu potcoavă (Rhinolophus hipposideros)
Pe lângă speciile protejate, pe teritoriul sitului au mai fost identificate 1 specie de mamifere.